# Château des Archevêques (Artannes-sur-Indre)
Pour les articles homonymes, voir Château des Archevêques.
Le château des Archevêques est un château situé à Artannes-sur-Indre (Indre-et-Loire), datant du XVe siècle et fortement transformé au XIXe siècle.

## Localisation
Le château est construit dans le centre-bourg d'Artannes, sur la rive droite de l'Indre. Orienté du nord-ouest au sud-est, sa façade principale est tournée vers la rivière qu'il ne domine que de trois mètres. Du côté opposé, il regarde l'église Saint-Maurice et un bâtiment relie son aile nord au chevet de l'église.

## Historique

Blason d'Hélie de Bourdeilles.

C'est vers la fin du VIe siècle que l'évêque Grégoire de Tours fait bâtir une première église et une résidence épiscopale, sans doute au même emplacement que les bâtiments modernes, mais il ne subsiste aucun vestige attesté de ces deux édifices.
Le domaine d'Artannes dépendait du roi par le biais du château de Tours.  Henri II Plantagenêt en fait une baronnie en 1180. Le château d'Artannes appartient depuis au moins 1426 aux archevêques de Tours qui en font un lieu de plaisance,. De cette période date sans doute le comblement partiel de la douve qui protège le château et  l'église. C'est là que meurent deux d'entre eux : Hélie de Bourdeilles le 5 juillet 1494 — son blason figure sur l'une des portes — et Christophe de Brillac le 31 juillet 1520. D'autres archevêques, par contre, viennent moins fréquemment à Artannes comme Mgr de Conzié qui ne séjourne jamais à Artannes durant les 24 ans de son épiscopat à la fin du XVIIIe siècle.
Le clergé voyant ses biens confisqués à la Révolution française, le château des Archevêques est alors vendu en l'an III. Il est racheté par Charles Lefèbvre, maire d'Artannes de 1791 à 1792, dont le fils fait par la suite combler les douves et construire les communs à leur emplacement.
Ses façades et toitures font l'objet d'une inscription au titre des monuments historiques par arrêté du 14 septembre 1949.

## Description
- 1 : Château
- 2 : Église
- 3. : Boulangerie
- 4 : Tour
- 5 : Grange
- A : Source
- B : Douve
- C : Bonde
- D : Jardin
- E : Avant-cour
- F : Cour d'honneur
- G : Esplanade

| - Fenêtres au pignon sud. - Porte aux armes d'Hélie de Bourdeilles. |

Plan du château et de l'église (1795).

L'édifice actuel date du XVe siècle mais il est très restauré : le plan cadastral de 1821 montre un édifice doté de trois tours (il n'en reste que deux) et partiellement entouré de douves. Comportant un rez-de-chaussée, un étage et un comble, il se compose d'un corps de logis accompagné au nord-est et au sud-est de deux tours. Une aile fait un retour d'équerre au nord et une ancienne chapelle est symétriquement construite au sud.
Un porche relie le château à l'église. Il permet d'accéder, depuis le nord, à la cour d'honneur du château. Du côté de l'avant-cour, au nord, il est fermé par une porte dont le fronton porte les armes d'Hélie de Bourdeilles.
Au XIXe siècle, toutes les baies perdent leurs meneaux au profit d'huisseries plus modernes à petits carreaux mais les linteaux ouvragés sont préservés.
La charpente du corps de logis principal est en coque de bateau inversée.